# Велоспорт на літніх Олімпійських іграх 2024 — маунтінбайк (жінки)
Змагання з маунтінбайку серед жінок на Літніх Олімпійських іграх 2024 відбулися 28 липня на Пагорбі Еланкур, який є найвищою точкою в паризькому регіоні. Це була 8-ма поява цієї дисципліни на Олімпійських іграх. Вперше її провели 1996 року. Чинною олімпійською чемпіонкою була швейцарка Йоланда Нефф.

## Формат змагань
Змагання відбулися з масс-старту. Дистанція складалася з 7 кіл завдовжки 4,4 км. Траса мала різкі перепади за висотою, вузькі болотисті доріжки і кам'янисті ділянки. Гонщиці, які відстали на коло, або показували час 80% від часу лідерки, вибували з подальшої боротьби.